# BMW K1100 RS
La BMW K1100 RS è una motocicletta prodotta dalla casa motociclistica tedesca BMW Motorrad dal 1991 al 1996.

## Descrizione
Prodotta nello stabilimento BMW di Spandau,
a spingere la moto c'è un motore a quattro cilindri in linea con distribuzione bialbero a 16 valvole da 1092 cm³ disposto longitudinalmente, evoluzione del motore a quattro cilindri della K 100, la cui cilindrata è stata aumentata del 10% mediante un incremento dell'alesaggio dei cilindri. 
Per dissipare meglio il calore prodotto dal motore, la carenatura della K 1100 RS è stata dotata di piccole aperture a forma di "branchie" poste ai lati del motore. 
Nel 1993 la moto subì un importante aggiornamento.
Nei suoi ultimi due anni di costruzione, la K 1100 RS ricette un nuovo sistema ABS, più evoluto e funzionale.
Nella primavera del 1997 è stata sostituita della BMW K1200 RS.